# پیتای والا
پیتای والا (نام علمی: Pitta superba) یک پیتای بزرگ است که بومی جزیره مانوس است و در شمال پاپوآ گینه نو قرار دارد.

## نگارخانه

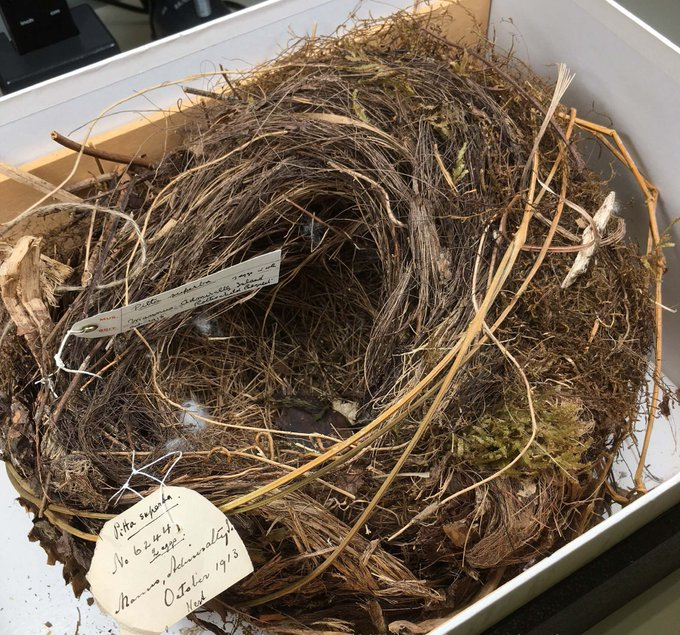
آشیانۀ پیتای والا
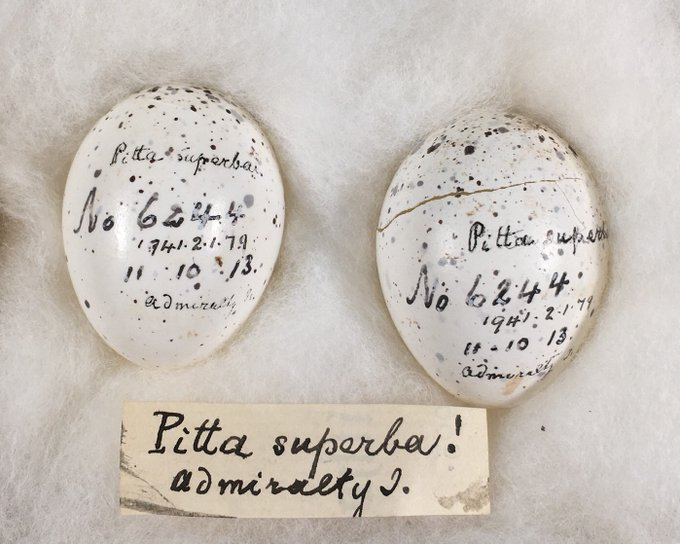
تخم پیتای والا